# Трактир

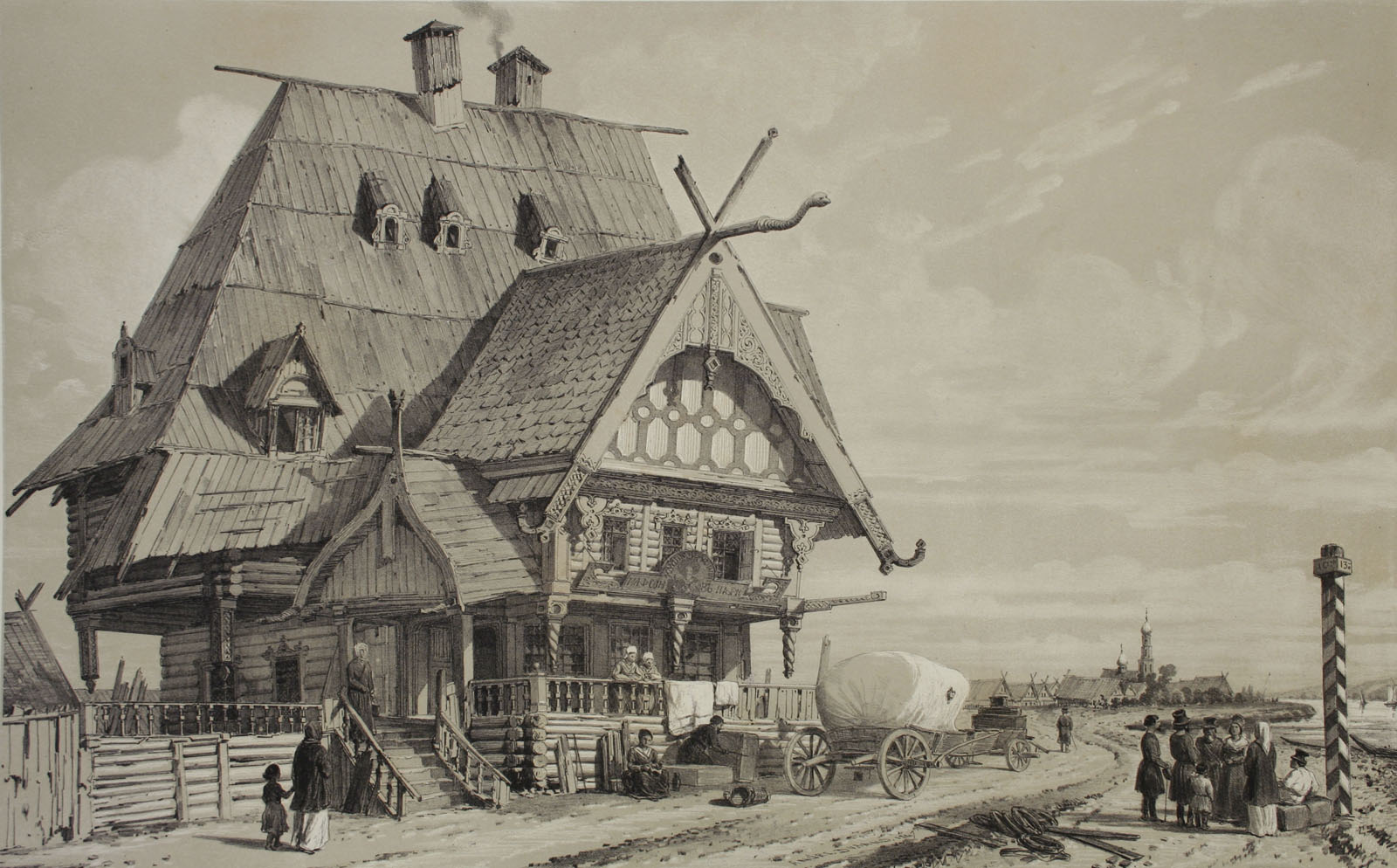
Трактир и почтовая станция на дороге из Костромы в Ярославль. Литография из книги «Voyage pittoresque et archéologique en Russie», Андре Дюран, год издания 1839

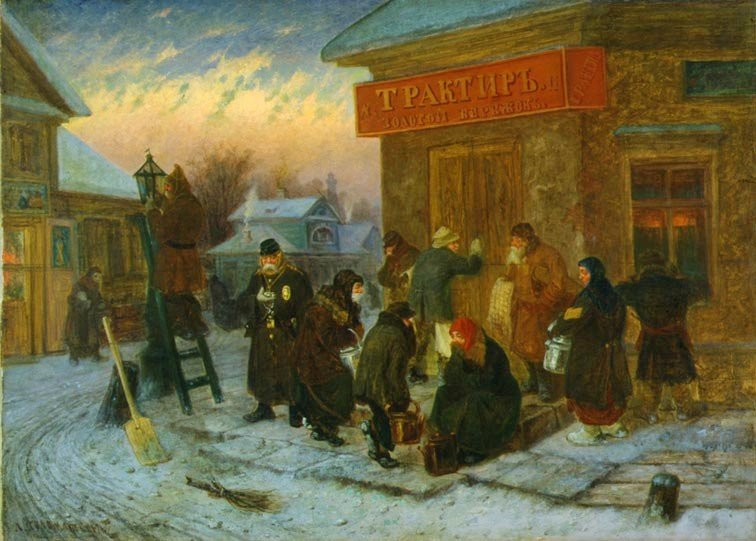
Л. И. Соломаткин.
«Утро у трактира», или «У трактира „Золотой бережок“». 1860-е годы

Тракти́р — устаревшее название гостиницы, постоялого двора с харчевней, рестораном или же самой харчевни, ресторана.  

## Этимология
Слово «трактир» появилось в русском языке во времена Петра I. Предполагают, что его непосредственным источником могли быть устаревшие польские слова traktjer «трактирщик», traktjernia «трактир». М. Фасмер возводит его к итальянскому trattoria («трактир, ресторанчик»). П. Я. Черных не исключает происхождение от нидерландского слова trakteren «угощать» или немецкого traktieren с тем же значением. В качестве источников называют также устаревшее немецкое Traktierer («трактирщик») и французское traiteur (ранее также означавшее «трактирщик»).
Ряд популярных источников возводит слово к латинскому tracto, что якобы означает «угощаю». На самом деле, слово tracto не имеет такого непосредственного значения и лишь в сочетаниях, таких как liberaliter tracto (буквально: «учтиво, вежливо обращаюсь») означает «оказываю гостеприимство», «угощаю». От этого слова, очевидно, произошло латинское tractoria, имеющее значение «приглашение», а также означавшее императорское повеление об оказании данному лицу всяческого содействия в его служебной поездке, а впоследствии и итальянское trattoria.
Народная этимология связывала термин со словом «тракт», поскольку многие трактиры располагались вдоль больших проезжих дорог — трактов. Такое объяснение перекочевало в ряд литературных источников.

## Трактиры в России
«Высочайше утверждённое Положение о трактирных заведениях», принятое в России 4 июля 1861, определяло понятие «трактирное заведение» как открытое для публики помещение, в котором либо отдаются внаём особые покои «со столом», либо производится продажа кушанья и напитков. Продажа еды и напитков для потребления на месте составляла обязательный признак трактирного заведения. В Положении специально отмечено, что меблированные комнаты, сдаваемые «без стола», а также кухмистерские цеха и кондитерские, производящие блюда исключительно навынос, к трактирным заведениям не относятся.

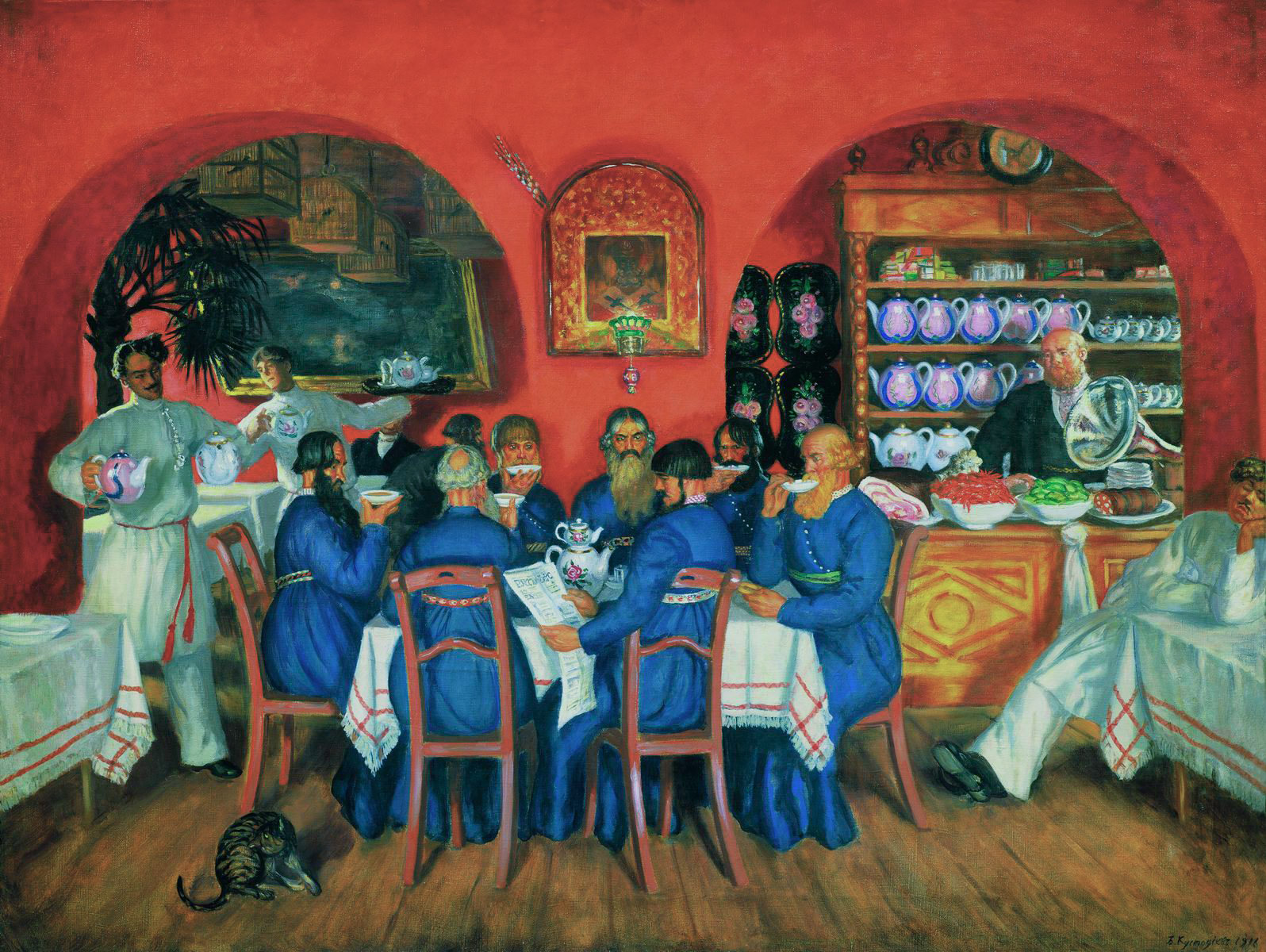
Б. М. Кустодиев.
«Московский трактир». 1916 год.

Такое широкое определение трактирного заведения позволило отнести возникновение первого трактира на Руси к 1547 году (по другим сведениям, в 1552), когда царь Иван IV Грозный открыл кабак на Балчуге. Тем не менее, слово «трактир» появляется в русском языке лишь в XVII веке. А. И. Богданов утверждал, что первый трактир появился в Санкт-Петербурге при Петре I: «Первой Трактирной Дом, которой построен был в 1720-м году, на Троицкой Пристани, в котором содержалися напитки для приходу Его Величества в какой торжественной день».
Трактирные дома, или «Герберги» устраивались в Петербурге и в Москве; там, кроме вин, можно было получить чай, кофе, шоколад, курительный табак и комнаты с постелями. За право содержать такой «герберг» платилось в казну от 500 до 1 000 рублей в год.
Первоначально трактиры предназначались для привилегированной публики. Путешествующие дворяне, чиновники находили в трактирах стол и ночлег. Вместе с тем, к посещению трактиров не во время поездок к началу XIX века сложилось неодобрительное отношение. Дворяне предпочитали обедать дома или же у многочисленных родственников и знакомых.
В первой четверти XIX века из числа трактирных заведений выделяются рестораны, организованные по европейскому образцу и предлагавшие более высокий уровень обслуживания при более высоких ценах. Дворяне предпочитают посещать именно рестораны, чтобы не смешиваться с представителями других сословий, заходившими в трактиры. Таким образом, в середине XIX века трактир — заведение невысокого уровня для непритязательной публики. Ситуация несколько меняется к концу XIX века, когда рестораны начинают посещать разбогатевшие купцы, промышленники, которые на фоне общего обеднения дворянства становятся новым «привилегированным классом». Трактиры также стремятся повысить свой уровень в соответствии с возросшими запросами мещанства и купечества. Различия между трактиром и рестораном постепенно стираются. Возникают трактиры, по уровню превосходившие многие рестораны. Таким был, например, «Большой Патрикеевский трактир» Тестова в Москве, славившийся своей кухней и посещавшийся даже представителями царствующей семьи Романовых.

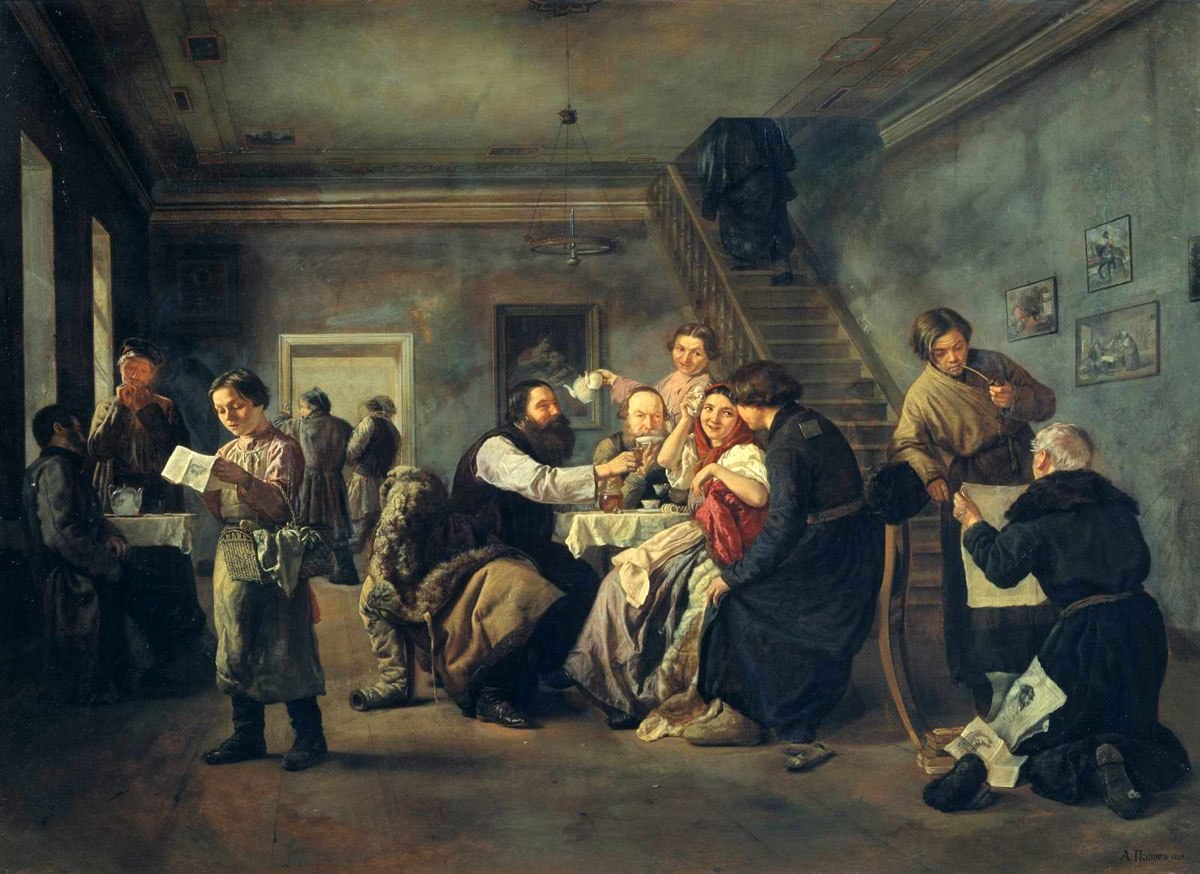
«В трактире». Картина работы А. А. Попова, 1859

Вместе с тем, трактирами неизменно назывались заведения, предназначенные для простой публики. Так, в городах распространены были трактиры для извозчиков, отличавшиеся наличием двора, в котором можно было накормить и напоить лошадей. Ряд трактиров предлагал несколько залов с разным уровнем обслуживания: обычно помещение для простонародных клиентов располагалось на первом этаже или даже в полуподвале, а верхний ярус предназначался для более требовательной публики.
Обслуживанием посетителей в трактирах занимались «половые». В отличие от официантов, работавших в ресторанах, они были одеты в «русский костюм»: обычно это были белые штаны и белая рубаха навыпуск, подпоясанная шнурком. Условия работы половых были достаточно тяжелыми: рабочий день продолжался до 16 часов, спать приходилось прямо в трактире на сдвинутых столах. Значительную часть половых составляли подростки 13-16 лет. Часто владельцы трактиров не платили половым жалованья, и они существовали только на чаевые.
В советское время трактир как тип заведения исчезает. В настоящее время термин «трактир» в классификации видов предприятий общественного питания не используется. Ряд кафе и ресторанов используют слово «трактир» в названии, обычно для того, чтобы подчеркнуть традиционность своей кухни.